# Valentine Atem
Valentine Atem Fondongbeze (* 26. August 1978 in Kumba, Provinz Sud, Kamerun), genannt Vallygoal, ist ein ehemaliger kamerunischer Fußballspieler. Der Stürmer stand zuletzt bei Tiko United unter Vertrag.
Atem war in der Offensive sowohl hinter den Spitzen als auch auf der linken oder rechten Seite einsetzbar. Er galt daher als vielseitiger Angreifer.

## Leben

### Herkunft, Kindheit und Jugend
Valentine Atem kommt aus einer polygamen Familie aus Buea und war das dritte der sechs Kinder seiner Mutter. Nachdem er im Kindesalter mit dem Fußballspielen begonnen hatte, war er im Schulfußball bereits mit elf Jahren recht bekannt.
Sein Jugendverein Les Brasseries du Cameroon trug den Top Cup aus, ein Jugendturnier, bei dem Atem, als er daran teilnahm, sowohl zum besten Spieler gewählt wurde als auch der beste Torschütze war. Nach diesen Erfolgen verpflichtete im Jahr 1997 der Zweitligist Olympic Muyuka den 18-Jährigen.

### Aufstieg in Kamerun
In seiner ersten Saison bei Muyuka wurde Atem mit 27 Treffern Torschützenkönig der zweiten kamerunischen Liga. Daraufhin verpflichtete ihn der ebenfalls zweitklassig spielende Verein Victoria Shooting Stars of Limbe, bei dem er erneut zu einem der erfolgreichsten Torschützen wurde. In dieser Zeit wurde Atem auch in die kamerunische Jugendauswahl berufen, in der er jedoch Reservist blieb und für die er nie ein Pflichtspiel bestritt.
Mit dem damaligen Aufsteiger Kumbo Strikers spielte Atem im Kalenderjahr 1999 seine erste Saison in der kamerunischen Première Division und belegte mit seinem Verein den elften von 16 Tabellenplätzen. Ab 2000 spielte er für den Mount Cameroon FC, der aus seiner Heimatstadt Buea kam und mit dem er zunächst noch in der zweiten Liga antrat; ab 2001 spielte man dann in der Première Division. Im Jahr 2002 gewann Atem mit seinem Verein die beiden wichtigsten nationalen Pokale, den Cameroon Coupe und den Super Coupe Roger Milla. Dank seines Spielstärke wurde er in dieser Zeit zum Kapitän der Mannschaft ernannt. In der Liga wurde das Team 2001 und 2002 jeweils Sechster und belegte 2003 den fünften Tabellenplatz.
Auf internationaler Ebene trat Atem mit Mount Cameroon 2003 im African Cup Winners’ Cup an, bei dem seine Mannschaft in der zweiten Runde gegen Asante Kotoko aus Ghana ausschied. Sein später als „brillant“ bezeichnetes Spiel in diesen Partien löste zwischen Asante und dessen nationalem Konkurrenten Obuasi Goldfields eine Fehde um ihn aus, die letztlich in einem Vereinswechsel zu Obuasi mündete.

### Premier League in Ghana
Nachdem er im Jahr 2003 zu den Obuasi Goldfields gewechselt war, galt Valentine Atem bald als einer der besten Stürmer in Ghanas Premier League. Zeitweise wollte er auf Vorschlag einiger Offizieller der Ghana Football Association auch die Staatsbürgerschaft des Landes annehmen, um für die Nationalmannschaft spielen zu können. Für die kamerunische Auswahl wurde Atem, dessen Muttersprache Englisch ist, nicht berücksichtigt. Nach eigener Aussage bekam er den Eindruck einer „Ausgrenzung der Englischsprachigen“ im Nationalteam Kameruns. Nachdem sich Ghana für die Weltmeisterschaft 2006 in Deutschland qualifiziert hatte, kam Atem für Trainer Ratomir Dujković nicht für den WM-Kader der Ghanaer in Frage, woraufhin er die Pläne zur Änderung seiner Nationalität verwarf.
In seiner Zeit bei Ashanti hatte Atem mit vielen Verletzungen zu kämpfen. Sein Ende 2004 auslaufender Vertrag wurde bis zum 31. Dezember 2006 verlängert. Nach dieser Zeitspanne verließ er den Verein.

### Deutschland und Aserbaidschan
Im Januar nach dem Auslaufen von Valentine Atems Kontrakt verpflichtete ihn der deutsche Zweitligist Eintracht Braunschweig im Rahmen der Kampagne Elf Siege für die zweite Liga, mit der der zu diesem Zeitpunkt abstiegsgefährdete Verein den Klassenerhalt in der 2. Bundesliga erreichen wollte. Bis zum Ende der Saison 2006/07 bestritt Atem für die Braunschweiger 13 Ligaspiele, in denen ihm drei Tore gelangen. Der Verein stieg am Saisonende dennoch als Tabellenletzter in die Regionalliga ab, woraufhin Atem ihn verließ.
Zur Spielzeit 2007/08 blieb Valentine Atem in Deutschland und schloss sich dem Zweitligisten SV Wehen Wiesbaden an, zu dem von Eintracht Braunschweig auch Benjamin Siegert und Patrick Bick wechselten. Auch Atems Landsmann Carl Lombé stand bis Dezember 2007 bei den Wiesbadenern unter Vertrag. Obwohl er zum Saisonstart als Hoffnungsträger des Aufsteigers galt, konnte sich Atem in Wehen nur als Joker etablieren und zeigte schwankende Leistungen. Zum achten Tabellenplatz der Wiesbadener trug er in 21 Einsätzen mit drei Toren bei.
Sein 2008 nach einem Jahr auslaufender Vertrag wurde nicht verlängert, woraufhin er sich dem gerade aus der Bundesliga abgestiegenen Ligakonkurrenten der Wehener MSV Duisburg anschloss. Er unterschrieb bei den Zebras zunächst einen Kontrakt bis zum Ende der Saison 2008/09. Nachdem er sich jedoch auch in Duisburg mit sechs Kurzeinsätzen nicht hatte durchsetzen können, wechselte er bereits im Januar 2009 erneut den Verein und schloss sich dem aserbaidschanischen Erstligisten Neftçi Baku an. Mit den schwarz-weißen erreichte er am Saisonende ein halbes Jahr später den achten Ligaplatz.

### Kamerun
Am 20. November 2010 kehrte er in seine Heimat Kamerun zurück und unterschrieb bei Tiko United. Dort wurde er in seiner ersten Saison Spieler des Jahres des Vereins und der beste Torschütze. im Oktober 2012 beendete er dort seine aktive Laufbahn.

## Erfolge
Titel und Erfolge im Verein
- Cameroon Cup (1): 2002
- Super Coupe Roger Milla (1): 2002
- Aufstieg in die Première Division (1): 2000

Persönliche Auszeichnungen
- Torschützenkönig der 2. kamerunischen Liga (1): 1997/98